# 哈文
哈文（1969年4月13日—），回族，出生于宁夏吴忠。中国制片人、导演，前中国中央电视台主持人李咏遗孀。现供职于中国中央电视台。曾任3·15晚会节目导演，《非常6+1》、《咏乐汇》制片人，2012龙年、2013蛇年、2015羊年春节联欢晚会的总导演。

## 家庭
其父哈金杰是辽宁省本溪人，后调到宁夏工作，退休前为宁夏回族自治区政府办公厅副秘书长。